# Placówka Straży Granicznej w Kłodzku
Placówka Straży Granicznej w Kłodzku – graniczna jednostka organizacyjna Straży Granicznej realizująca zadania w ochronie granicy państwowej na granicy z Republiką Czeską.

## Formowanie i zmiany organizacyjne
Placówka Straży Granicznej w Kłodzku (PSG w Kłodzku) została powołana 1 lipca 2009 w strukturach Sudeckiego Oddziału Straży Granicznej po zniesieniu Placówki SG w Międzylesiu , jako efekt wdrożenia w życie „Koncepcji funkcjonowania Straży Granicznej w latach 2009–2015” .
1 maja 2010 została zniesiona Placówka SG w Kudowie-Zdroju i odcinek granicy ochraniany przez tę placówkę został przejęty przez Placówkę SG w Kłodzku .
15 listopada 2013 Sudecki Oddział SG został zniesiony. Jego kompetencje oraz zasięg terytorialny przejął Nadodrzański Oddział Straży Granicznej w Krośnie Odrzańskim i w którego podległość weszła Placówka SG w Kłodzku.

## Wyróżnienie
13 czerwca 2014 Placówka SG w Kłodzku odebrała weksylium w postaci proporca, ufundowanego przez parlamentarzystów Ziemi Kłodzkiej, władze powiatu, lokalnych samorządowców oraz przedstawicieli służb mundurowych, które na co dzień współpracowali ze strażą graniczną, a także inne osoby. Na ojca chrzestnego proporca mianowano senatora Stanisława Jurcewicza.

## Terytorialny zasięg działania
Stan z 2 grudnia 2016
Obszar działania Placówki Straży Granicznej w Kłodzku obejmował:
- Od znaku granicznego nr II/200 do znaku granicznego nr III/204/3.
- W strefie nadgranicznej linia rozgraniczenia z:

1. Placówką Straży Granicznej w Opolu: włączony znak graniczny nr II/200, dalej granicą gmin: Paczków i Złoty Stok, Paczków i Kamieniec Ząbkowicki, Paczków i Ziębice oraz Otmuchów i Ziębice.
2. Placówką Straży Granicznej w Jeleniej Górze: wyłączony znak graniczny nr III/204/3, dalej granicą gmin Nowa Ruda i Głuszyca, Nowa Ruda i Walim oraz Pieszyce i Walim.

- Poza strefą nadgraniczną obejmował powiaty: strzeliński, oławski, z powiatu ząbkowickiego gminy: Ciepłowody, Ząbkowice Śląskie, z powiatu dzierżoniowskiego gminy: Dzierżoniów, Niemcza, Łagiewniki, Piława Górna.

Stan z 1 sierpnia 2011
Obszar działania Placówki Straży Granicznej w Kłodzku obejmował:
- Odcinek granicy od znaku granicznego nr II/200 do znaku granicznego nr III/204/3.
- W strefie nadgranicznej linia rozgraniczenia z:

1. Placówką Straży Granicznej w Opolu: włącznie znak graniczny nr II/200, dalej granicą gmin Paczków i Otmuchów oraz Złoty Stok, Kamieniec Ząbkowicki i Ziębice.
2. Placówką Straży Granicznej w Jeleniej Górze: wyłącznie znak graniczny nr III/204/3, dalej granicą gmin Nowa Ruda i Pieszyce oraz Głuszyca i Walim.

- Poza strefą nadgraniczną obejmował powiaty: strzeliński, oławski, z powiatu wrocławskiego gminy: Żórawina, Siechnice, Jordanów Śląski, z powiatu ząbkowickiego gminy: Ciepłowody, Ząbkowice Śląskie, z powiatu dzierżoniowskiego gminy: Dzierżoniów, Niemcza, Piława Górna, Łagiewniki.

## Placówki sąsiednie
- Placówka Straży Granicznej w Opolu ⇔ Placówka Straży Granicznej w Jeleniej Górze – 01.08.2011.

## Komendanci placówki
- kpt. SG/ppłk SG Piotr Piekarski (był 13.05.2014[4]–28.02.2022[7])
- mjr SG/ppłk SG Dariusz Matusiak (1.03.2022[7]–obecnie).